# Фернандес, Нона
Нона Фернандес, собственно Патрисия Паола Фернандес Силанес (исп. Nona Fernández, Patricia Paola Fernández Silanes; род. 23 июня 1971, Сантьяго) — чилийская писательница, актриса

, драматург, киносценаристка.

## Биография
Росла без отца. Закончила католический коллеж, а затем театральную школу при Католическом университете. Выступала на сцене. Занималась в литературной мастерской Антонио Скарметы (1995). Печаталась в периодике, первую книгу рассказов выпустила в 2000 году. Писала сценарии для телесериалов и документальных фильмов.
Муж — писатель, режиссёр театра и кино Марсело Леонарт (род. 1970).

## Произведения

### Новеллы
- 2000 — El Cielo, Cuarto Propio

### Романы
- 2002 — Мапочо/ Mapocho, Planeta
- 2007 — Проспект Хулио Уамачуко, дом 10/ Av. 10 de Julio Huamachuco, Uqbar
- 2012 — Fuenzalida, Mondadori, Santiago
- 2013 — Space invaders, Alquimia, Santiago
- 2015 — Chilean Electric, Alquimia, Сантьяго
- 2016 — La dimensión desconocida, Penguin Random House, Сантьяго. Приз Национального совета по вопросам культуры и искусства за лучший роман[1].

### Пьесы
- Мастерская/ El taller (пост. 2012, премия Альтасор, о литературной мастерской Марианы Кальехас, устроенной в доме тайной полиции ДИНА)
- Школа для девочек/исп. Liceo de niñas (пост. 23 октября 2015[2])

## Признание
Премия на литературном конкурсе имени Габриелы Мистраль (1995). Трижды лауреат премии Альтасор за телесценарии (2006, 2010, 2012).